# Österreichische Medienakademie

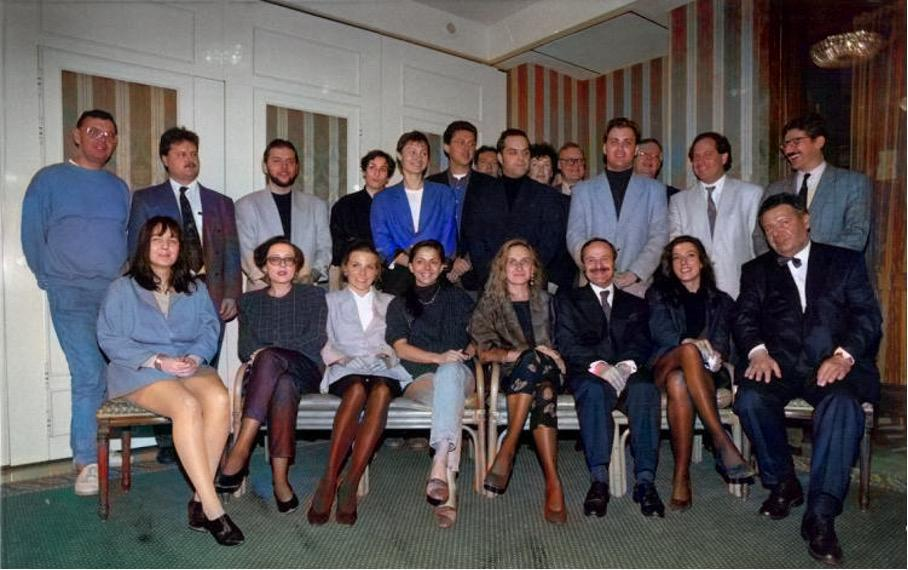
Das erste Österreichische Journalisten-Kolleg 1992/1993

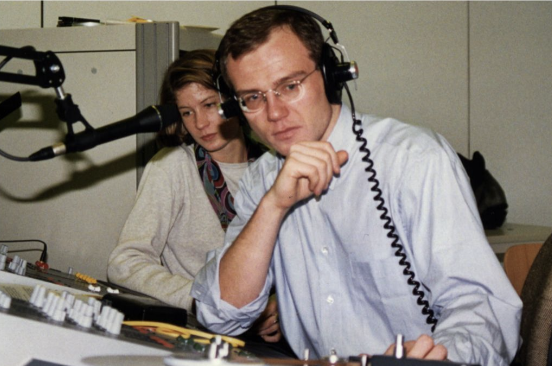
Armin Wolf hat den KfJ-Grundkurs 1985 absolviert. Hier 1995 als Referent im Studio des Kollegs

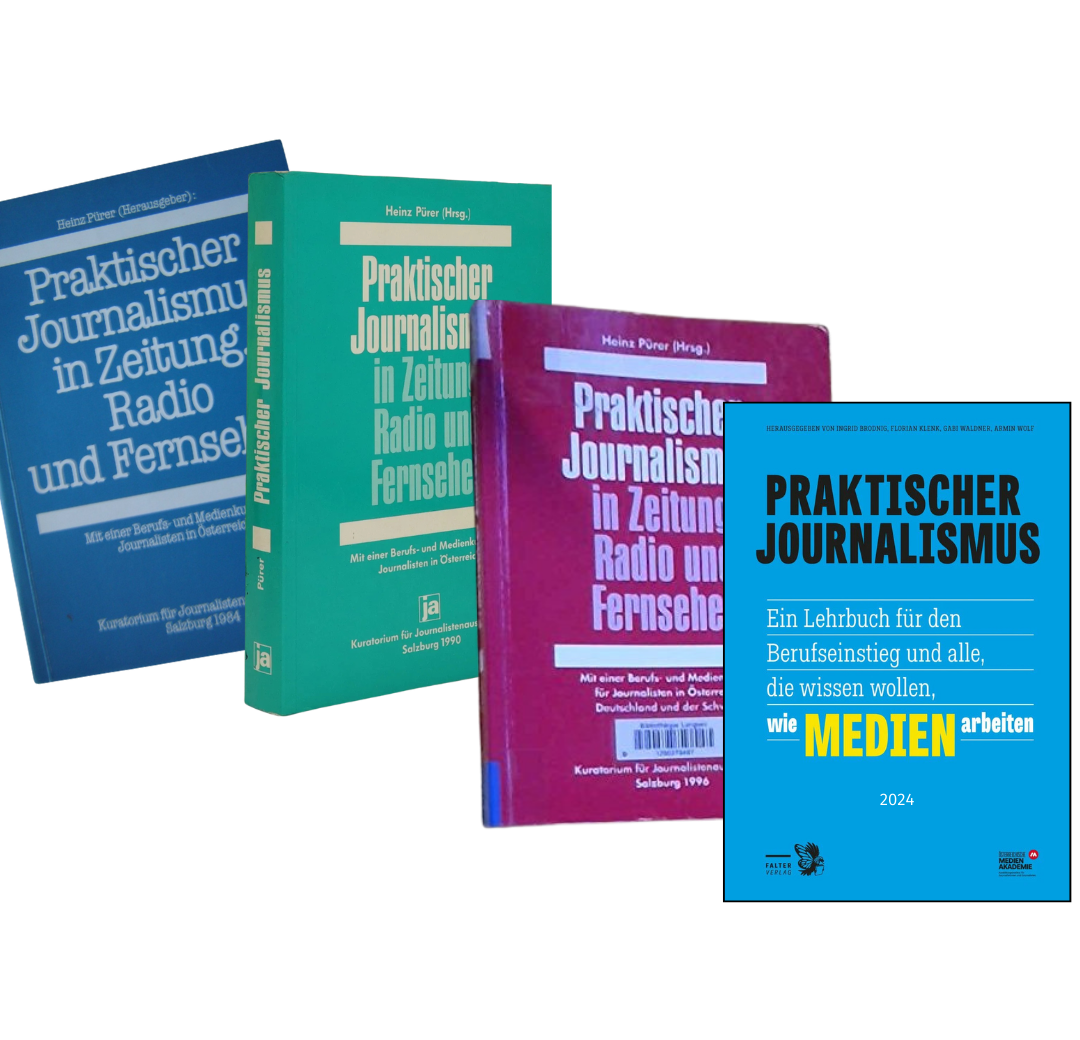
Verschiedene Ausgaben von „Praktischer Journalismus“ bis einschließlich 2024

Die Österreichische Medienakademie (ÖMA) – vormals Kuratorium für Journalistenausbildung – (englischer Wortlaut „Austrian Media Academy“) ist eine seit 1978 bestehende Aus- und Weiterbildungsinstitution für Journalisten in Österreich mit Sitz in Wien, vormals Salzburg. Sie gilt als älteste und größte derartige Institution in Österreich. Die Ziele der Österreichischen Medienakademie (ÖMA) sind die praxisnahe Aus- und Weiterbildung von Journalisten, die Förderung von Reflexionsfähigkeit und die Stärkung von Kompetenzen, um zeitgemäßen und qualitativ hochwertigen Journalismus zu ermöglichen.

## Organisation
Gegründet wurde der gemeinnützige Verein durch einen sozialpartnerschaftlichen Zusammenschluss aus Journalistengewerkschaft (Gewerkschaft GPA), dem Verband Österreichischer Zeitungen (VÖZ) und dem Österreichischen Zeitschriften- und Fachmedienverband (ÖZV).
Heute sind die 3 Interessensvertretungen sowie alle 9 österreichischen Bundesländer Mitglied des Vereins und das Aus- und Weiterbildungsangebot wird in ganz Österreich wie auch online angeboten.
Die Rolle des Vorsitzenden wechselt regelmäßig in einem Rotationsprinzip zwischen der Gewerkschaft GPA und dem Geschäftsführer des VÖZ, Gerald Grünberger, der zugleich Präsident des Österreichischen Presserats ist. Der wissenschaftliche Beirat der Österreichischen Medienakademie unterstützt den Vorstand in der akademischen Ausrichtung der Programme. Er setzt sich aus Fachleuten zusammen, die die Qualität und Relevanz der Ausbildungsangebote sicherstellen.
Im Laufe der Jahre haben zahlreiche renommierte Journalistinnen und Journalisten das Bildungsangebot der ÖMA genutzt, darunter Eva Weissenberger, Cornelia Krebs, Christian Wehrschütz, Philipp McAllister, Ingrid Thurnher oder Armin Wolf. Letzterer war 2012 im Rahmen der von der ÖMA unterstützten Theodor-Herzl-Dozentur für Poetik des Journalismus an der Universität Wien tätig.
Die ÖMA ist Herausgeberin des Handbuchs „Praktischer Journalismus“.

## Journalisten-Kolleg
Das Österreichische Journalisten-Kolleg (auch Journalismus-Kolleg oder Journalismuskolleg) wird seit 1992 von der ÖMA angeboten. Es ist im Kollektivvertrag für Printmedien als Messlatte für alle Journalistenausbildungen in Österreich festgeschrieben. Wer in Österreich als Redakteur im Printbereich tätig ist und nach dem Kollektivvertrag für Redakteure bei Tageszeitungen, Wochenzeitungen, Onlinemedien angestellt ist, muss das Österreichische Journalisten-Kolleg oder eine vergleichbare Ausbildung absolviert haben.
Das österreichische Journalisten-Kolleg ist eine berufsbegleitende Grundausbildung für Journalistinnen und Journalisten in Österreich, wobei es aufgrund der Mitgliedschaft der ÖMA in der European Journalism Training Association (EJTA) auch europaweite Anerkennung findet. Das Kolleg ist praxisnah in mehreren Modulen über den Zeitraum von ca. 9 Monaten organisiert und schließt mit einem von den Mediensozialpartnern anerkanntem Zertifikat ab. Für Quereinsteiger wird zudem ein verpflichtender Brückenkurs angeboten. Die Ausbildung hat zu internationaler Anerkennung und zur Aufnahme der ÖMA in die European Journalism Training Association (EJTA) geführt.
Im Rahmen des Journalisten-Kollegs haben auch Abschlussprojekte umgesetzt zu werden, die parallel zur Ausbildungszeit entwickelt werden. In den vergangenen Jahren sind auf diese Weise diverse Plattformen und Kleinmedien entstanden, die häufig auch nach Abschluss des Kollegs weitergeführt wurden.
Aufgrund der Entstehungsgeschichte, fand bis 2023 mindestens ein Modul des Kollegs in Salzburg statt.

## Seminare und Workshops
Die Medienakademie organisiert jährlich rund 70 Seminare, Workshops und Lehrgänge mit Teilnehmenden aus ganz Europa, das bekannteste Angebot ist das österreichische Journalismus-Kolleg. Veranstaltungen finden in ganz Österreich und online statt. Ein Teil der Kurse ist offen zugänglich für alle Journalisten und Medienschaffenden, einen Teil veranstaltet die ÖMA für einzelne Redaktionen (Inhouse-Trainings).
Bei der Auswahl der Vortragenden wird auf nationale und internationale Experten aus der Praxis gesetzt. In den vergangenen Jahren konnten unter anderem Rolf Schneider, Christoph Fasel, Eva Linsinger, Ulla Kramar-Schmid, Armin Wolf sowie Vertreter renommierter Medien wie Dossier oder der Austria Presse Agentur - APA gewonnen werden. Auch Fachleute aus anderen Bereichen, wie beispielsweise der Fotograf der New York Times, Paul Hosefros, waren für Vorträge zu Gast.
Kooperationen mit Universitäten sorgen für die wissenschaftliche Fundierung und die internationale Vernetzung für den Blick auf globale Entwicklungen sowie das frühzeitige Erkennen von Trends.
Zusätzlich werden praxisnahe Tagungen wie etwa die „Anifer Journalismustage“ oder die „Badener Medientage (School of Factchecking)“ organisiert.

## Stipendien
Darüber hinaus vergibt die ÖMA Stipendien für Ferialvolontariate in österreichischen Medien an Studierende aller Studienrichtungen. Internationale Programme wie die US-Austrian Journalism Exchange Fellowships oder Eurotours – Recherchereisen in Europa – geben österreichischen Journalisten die Möglichkeit, über den Tellerrand zu blicken.

## Geschichte

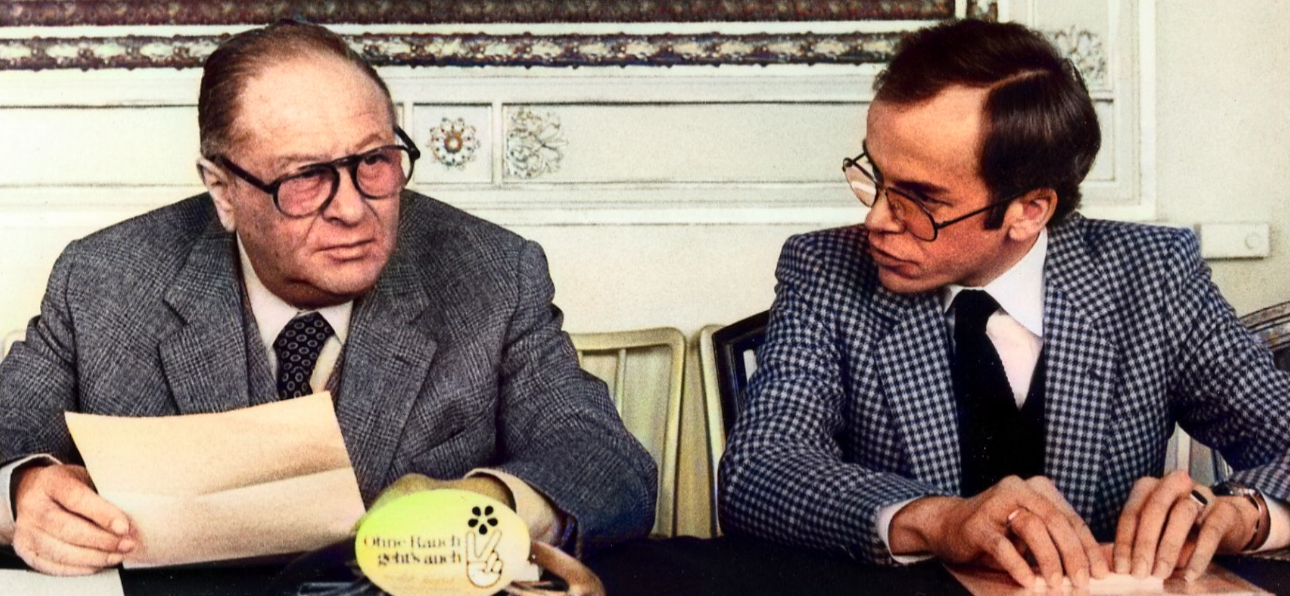
Kanzler Bruno Kreisky mit Heinz Pürer beim Journalistenseminar des Kuratoriums für Journalistenausbildung 1981

1978 wurde das KfJ (heute ÖMA) von Günther Nenning (Journalistengewerkschaft), Walter Schaffelhofer (VÖZ) und Norbert Orac (ÖZV) als gemeinnütziger Verein gegründet. Bis 1986 führte Heinz Pürer die Geschäfte, bis 1997 Helmut K. Ramminger. Darauf folgte Meinrad Rahofer, der 2010 verstarb. Aktueller Geschäftsführer ist Nikolaus Koller. Die Leitung des durch die ÖMA angebotenen Journalismus-Kollegs hat Barbara Dürnberger inne.